# Alexander Weckström
Alexander Weckström (27 de Março de 1987) é um futebolista finlandês. Ele defende a seleção de futebol de Åland.